# Fishta
Fishta falu Albánia északnyugati részén, Lezha városától légvonalban 13, közúton 16 kilométerre észak-északkeleti irányban, a Zadrima síkja és a Puka–Mirditai-hegység találkozásánál. Lezha megyén belül Lezha községhez tartozik, azon belül pedig Blinisht alközség egyik települése.
A település neves szülötte Gjergj Fishta (1871–1940) ferences szerzetes, az albánok egyik legnagyobb költője, a Lahuta e malcís (’Hegyvidéki koboz’) című epikus hősköltemény (1937) szerzője.